# Caxek
Caxek är ett slukhål i Mexiko.   Det ligger i delstaten Yucatán, i den östra delen av landet, 1 000 km öster om huvudstaden Mexico City. Caxek ligger 9 meter över havet.
Terrängen runt Caxek är mycket platt. Runt Caxek är det glesbefolkat, med 11 invånare per kvadratkilometer. Närmaste större samhälle är Opichen, 11,1 km sydväst om Caxek. I omgivningarna runt Caxek växer i huvudsak lövfällande lövskog.